# Enrique Corbellini
Enrique Corbellini (Buenos Aires, 9 de abril de 1872 - Buenos Aires, 19 de enero de 1920) fue un médico cirujano, ensayista y catedrático argentino de fines del siglo XIX y comienzos del XX.

## Biografía
Enrique José Corbellini era hijo de José Corbellini y de Teresa Maraña.
Tras cursar sus estudios preparatorios en el Colegio Nacional de Buenos Aires en 1891 ingresó a la Facultad de Medicina de la Universidad de Buenos Aires.
Entre los años 1894 y 1896 fue ayudante director de la cátedra de Anatomía y practicante interno en el Hospital de Clínicas José de San Martín.
Ese último año, siendo aún estudiante, publicó en los Anales del Círculo Médico un trabajo titulado Algunas consideraciones acerca del cloroformo.
En 1897 se graduó con medalla de oro al mejor alumno del país, doctorándose con la tesis titulada La tiroidectomía en el bocio exoftálmico, algunas consideraciones sobre la fisiología de la glándula tiroides y la etiología, naturaleza y patogenia de la enfermedad de Basedow, donde expone las observaciones recogidas en las tres operaciones de bocio con hipertiroidismo realizadas hasta entonces en su país, la tercera de las cuales había sido efectuada por el mismo Corbellini mereciendo los elogios de los destacados cirujanos Enrique Finochietto y Ricardo Finochietto.
Ya recibido continuó en el Clínicas como médico agregado (1898) y jefe de clínica (1899), uno de los más destacados colaboradores del cirujano Antonio Gandolfo.
En 1899 se sumó al cuerpo de disectores del Instituto de Anatomía Normal, tarea que continuaría hasta 1901. En 1900 pasó también a desempeñarse en el servicio de cirugía de niños del Hospital San Roque y en 1901 fue nombrado profesor suplente de Clínica Quirúrgica en la Facultad de Medicina.
En esos años llevó a cabo en el laboratorio de Christofredo Jakob (Hospicio de las Mercedes) investigaciones acerca de tumores cerebelosos, las que plasmó en su ensayo Contribución al estudio de la sintomatología y diagnóstico de los tumores del cerebelo, publicado en la Revista de la Sociedad Médica en 1901, convirtiéndose así en uno de los precursores de la neurocirugía argentina.
En 1902 efectuó una intervención quirúrgica por la que amputó simultáneamente la lengua y el maxilar inferior a un paciente con cáncer. La operación, practicada por primera vez en el país, y la técnica creada e implementada con éxito, prestigiaron su carrera.
Autor de un ensayo presentado ante la Sociedad Médica Argentina en el que sostenía que la influenza era una causa común de apendicitis, fue el primero en su país en aislar en un preparado el bacilo de Pfeiffer.
En 1903 se incorporó como cirujano a la planta del Hospital Militar Central y fue designado profesor de medicina operatoria en la Escuela de Sanidad del Ejército.
En 1904 participó con los destacados médicos Juan B. Justo y Daniel Juan Cranwell de la terna que la Facultad elevó para cubrir el cargo de profesor titular de la II Cátedra de Cirugía del Hospital de Clínicas+, para el cual fue finalmente elegido Juan B. Justo.
En 1905 viajó a París. Allí visitó las más prestigiosas clínicas y hospitales de la época y escribió para la Revue de Chirurgie el artículo La guérison radicale des hernies inguinales, que sería publicado en 1907.
Al quedar vacante la cátedra a cargo de Juan B. Justo, lo que consideró una maniobra ilegítima de la Academia Nacional de Medicina previa al llamado a nuevo concurso impulsó su renuncia a la Facultad y al cargo de Clínica Quirúrgica.
En 1906 Corbellini se radicó durante cinco años en la ciudad de Rosario haciéndose cargo hasta 1911 de los servicios de cirugía para hombres, cirugía general de mujeres y ginecología en el Hospital Rosario. En 1909 prestó simultáneamente servicios en el Hospital de Caridad de esa ciudad santafesina.
Con motivo de celebrarse el centenario de la independencia argentina, Cobellini impulsó la creación de un nuevo hospital público, que se concretaría con la creación del Hospital Provincial del Centenario, y de una escuela de medicina, propuesta que con el acompañamiento de Lisandro de la Torre vería también concretada.
En 1911 regresó a la ciudad de Buenos Aires donde el siguiente año fue designado profesor de Clínica Quirúrgica del Centro de Estudiantes de Medicina y Círculo Médico Argentino «en agradecimiento de los servicios prestados inteligentemente en favor de la docencia libre».
Continuando con el ejercicio de la profesión estableció también una clínica, la Clínica Corbellini, en el antiguo sanatorio de Nicolás Repetto.
En 1918 publicó Concepto de las hernias inguinales, proponiendo una clasificación de las hernias inguinales que logró aceptación general, y fue nombrado Consejero en la Facultad de Medicina. En 1919 integró la Comisión de Enseñanza y en esas funciones presentó un proyecto de reestructuración del profesorado de medicina, impulsando principalmente la incorporación al plan de estudios de nociones de ética, filosofía, praxis y cultura general.
Falleció en su ciudad natal el 19 de enero de 1920, a los 47 años de edad.
Estaba casado con Emma González.
El prestigioso médico y escritor José Arce en su obra Historia de la cirugía argentina lo describe como «de físico robusto de cabeza leonina cubierta de largos cabellos, de mirada vivaz, boca grande que daba a su sonrisa un aspecto de franca sinceridad y alegría. Estaba dotado de una inteligencia poco común, de habilidad manual y de una gran fuerza de voluntad para la acción».
En 1948 se dio como homenaje su nombre a un pasaje de la ciudad de Rosario.